# نقدو
نقدو یک روستا در ایران است که در دهستان سیوکانلو واقع شده‌است. نقدو ۱۸۴ نفر جمعیت دارد.